# Дегтярка (Німецький національний район)
Дегтя́рка (рос. Дегтярка) — село у складі Німецького національного району Алтайського краю, Росія. Адміністративний центр та єдиний населений пункт Дегтярської сільської ради.

## Населення
Населення — 1430 осіб (2010; 1845 у 2002).
Національний склад (станом на 2002 рік):
- росіяни — 66 %